# Tuamotu
Tuamotu je skupina otokov v južnem Tihem oceanu (Francoska Polinezija). Arhipelag je sestavljen iz dveh vzporednih nizov nizkih atolov in koralnih otokov.
Največji atoli so: Rangiora, Fakarava, Hao in Anaa. Drugi razen otoka Makata (višina 112 m) niso višji od 9 metrov.
Otočje je pomembno tudi po tem, da je Thor Heyerdahl na njem pristal na splavu Kon Tiki med slavnim znanstvenim eksperimentom leta 1947.